# Coscinum
Coscinum é um gênero de moscas ulita ou do tipo foto-asa da superfamília Tephritidae e da família Ulidiidae.

## Espécies
Existe uma espécie do gênero Coscinum:
- C. clavipes